# رامبلا جونيورز
نادي رامبلا جونيورز لكرة القدم (بالإسبانية: Rampla Juniors Fútbol Club)‏ نادي كرة قدم أوروغواياني يلعب في دوري الدرجة الممتازة . تم تأسيس النادي في سنة 1914 .